# Campionati mondiali di sollevamento pesi 1920
I Campionati mondiali di sollevamento pesi 1920, 20ª edizione della manifestazione, si svolsero a Vienna tra il 4 e l'8 settembre 1920.

## Titoli in palio
Le categorie diventano cinque (si aggiungono i pesi massimi leggeri) e i limiti di peso sono variati.
| Categoria            | Eventi        |
| -------------------- | ------------- |
| Pesi piuma           | 60 kg         |
| Pesi leggeri         | 67.5 kg       |
| Pesi medi            | 75 kg         |
| Pesi massimi leggeri | 82.5 kg       |
| Pesi massimi         | Oltre 82.5 kg |

## Risultati
Ai campionati parteciparono settantaquattro atleti rappresentanti di quattro nazioni. Germania e Austria dominarono il medagliere, la Svizzera si aggiudicò un secondo posto.
| Evento        | Oro               | Oro   | Argento           | Argento | Bronzo               | Bronzo |
| ------------- | ----------------- | ----- | ----------------- | ------- | -------------------- | ------ |
| 60 kg         | Eugen Wiedmann    | 342,5 | Andreas Jaquemont | 325,0   | Gustav Kubu          | 317,5  |
| 67.5 kg       | Philipp List      | 367,5 | Josef Zimmermann  | 365,0   | Karl Palkowitz       | 340,0  |
| 75 kg         | Karl Stritesky    | 382,5 | Ulrich Blaser     | 382,5   | Josef Kammerer       | 367,5  |
| 82.5 kg       | Josef Straßberger | 415,0 | Franz Zuba        | 400,0   | Leopold Hennermüller | 395,0  |
| Oltre 82.5 kg | Karl Mörke        | 456,7 | Franz Aigner      | 422,5   | Heinrich Alscher     | 405,0  |

## Medagliere
| Posiz. | Nazione  | Oro | Argento | Bronzo | Totale |
| ------ | -------- | --- | ------- | ------ | ------ |
| 1      | Germania | 4   | 2       | 0      | 6      |
| 2      | Austria  | 1   | 2       | 5      | 8      |
| 3      | Svizzera | 0   | 1       | 0      | 1      |
| Totale | Totale   | 5   | 5       | 5      | 15     |